# Bougtoub
Bougtoub (în arabă بوقطب) este o comună din provincia El Bayadh, Algeria.
Populația comunei este de 18.568 de locuitori (2008).